# Franz Wilhelm Maecker
Franz Wilhelm August Maecker, auch Franz Mäcker (* 7. März 1855 in Berlin; † 5. August 1913 in München) war ein deutscher Landschafts- und Marinemaler sowie Radierer.

## Leben
Franz Maeckers Eltern waren der Berliner Kaufmann Albert August Maecker und dessen Frau Franziska Therese, geborene Berger. Nach dem Besuch des Gymnasiums begab er sich aus Interesse an der Kunst auf Reisen, die ihn bis nach Amerika führten. Nach verschiedenen Misserfolgen kam er mithilfe des Vaters zurück in die Heimat.
Maecker wurde zunächst Schüler des Marinemalers Fritz Sturm in Düsseldorf. Bei den Garde-Dragonern in Berlin absolvierte er seinen Einjährigen-Dienst und wurde Reserveoffizier. Um 1880 ging er zur weiteren Bildung nach Weimar zu Theodor Hagen an der Großherzoglichen Kunstschule. 1881 heiratete er – bereits in Weimar wohnend – in Berlin Clara Marie Elisabeth von Klitzing (* 1858 in Görlitz). In Weimar war er anschließend freischaffend tätig. Ab 1883 war er Mitglied des Weimarer Radiervereins und in deren Jahresmappen vier Mal vertreten. Studienreisen führten Maecker nach England, Norwegen und Holland, an die Nord- und Ostsee, aber auch nach Tirol und Bayern, wo er 1889 in München sesshaft wurde. Zudem unterhielt er zu dieser Zeit ein Atelier in der Berliner Lützowstr. 91. Er war Mitglied der Münchner Künstlergenossenschaft (M.K.G.).
Franz Maecker fand seine Bildmotive überwiegend in der Mark oder in der norddeutschen Heidelandschaft. Für seine Seestücke bildeten die Küsten der Nord- und Ostsee die Kulisse, etwa im holländischen Dordrecht oder in Pommern. Zu einem Studienaufenthalt weilte er 1902 in der Künstlerkolonie Ekensund an der Flensburger Förde.
Franz Maecker hatte neben der malerischen auch musikalische Veranlagungen. Er beherrschte mehrere Instrumente, die ihm in München neben seiner gesellschaftlichen Veranlagung zu Nutze kamen beim Künstler-, Gesang- und Orchesterverein.

## Werke (Auswahl)
Gemälde
- 1880: Aus dem Park in Weimar
- 1881: Goethes Gartenhaus; Havellandschaft
- 1882: Fischerboote auf hoher See bei Swinemünde
- 1883: Motiv bei Lübbenau und aus dem Spreewalde
- 1886: Aus Cranz in Ostpreußen
- 1887: Holländische Landschaft
- 1889: Erstes Frühlingsgrün und Holzschlag
- 1890: Zwei Windmühlen an großem Gewässer mit Segelkähnen; Regenstimmung; Windstille auf dem Wannsee
- 1891: Auf der Havel
- 1903: Am Waldesrand
- 1904: Bergeinsamkeit (Sonnwendjoch); Lüneburger Heide; Landschaft aus Schleswig
- 1906: Holländische Sägemühlen; Schafstall in der Lüneburger Heide
- 1907: Holländische Landschaft
- 1908: Morgenstimmung in Dordrecht
- 1910: Waldrand
- 1911: Sanddünen in der Heide (ab 1903 alle im Münchener Glaspalast)

Radierungen in den Jahresmappen
- 1883: Blatt 7: Marine. 158 × 238 mm[6]
- 1884: Blatt 7: Sonnenuntergang am Strande. 141 × 225 mm[8]
- 1885: Blatt 8: Ostmole bei Swinemünde. 154 × 234 mm[8]
- 1886: Blatt 10: Fischerboote auf dem Frischen Haff. 162 × 250 mm[6]

## Ausstellungen
Franz Maecker hatte nachweislich Ausstellungsbeteiligungen:
- 1891 auf der Internationalen Kunstausstellung zu Berlin mit dem Werk: Kähne auf der Havel[9]
- 1904 im Glaspalast München mit den Werken: Landschaft aus Schleswig, Lüneburger Heide und Gebirgseinsamkeit (Sonnwendjoch)[10]
- 1906 auf der Großen Berliner Kunstausstellung mit den Werken: Kanal in Dordrecht und Holländische Landschaft[11]

Seit 1903 war er regelmäßig mit seinen Werken im Münchener Glaspalast vertreten.